# Federico II de' Rossi
Federico II de' Rossi, marchese di San Secondo (San Secondo Parmense, 1660 – San Secondo Parmense, 1754), è stato un condottiero italiano del XVI secolo, nono marchese  e quattordicesimo conte di San Secondo.

## Biografia
Figlio di Scipione I de' Rossi e Maria Rangoni, divenne marchese di San Secondo nel 1680 grazie alla rinuncia al titolo da parte del padre. Nel 1690 fu nominato rappresentante della nobiltà parmense alle nozze del principe Odoardo II Farnese nell'occasione del suo matrimonio. Federico fu uomo d'arme: partecipò alla guerra di successione spagnola combattendo a fianco del principe Eugenio di Savoia contro la Francia venendo preso prigioniero nel 1704 nella battaglia di Blenheim.
Dopo il rilascio, per le benemerrenze acquisite, fu dapprima eletto e annoverato fra i consiglieri della corte imperiale di Vienna prima e in seguito nominato nel 1708 Grande di prima classe di Spagna da Carlo III, massima dignità nobiliare della corona spagnola.

A differenza dei suoi predecessori, ebbe un buon rapporto con i Farnese, ma fu solo con l'avvento dei Borbone che nel 1750 venne nominato gentiluomo dal duca Filippo. Federico si spense ultranovantenne nel 1754 e fu tumulato nell'oratorio di Santa Caterina nella Rocca dei Rossi.

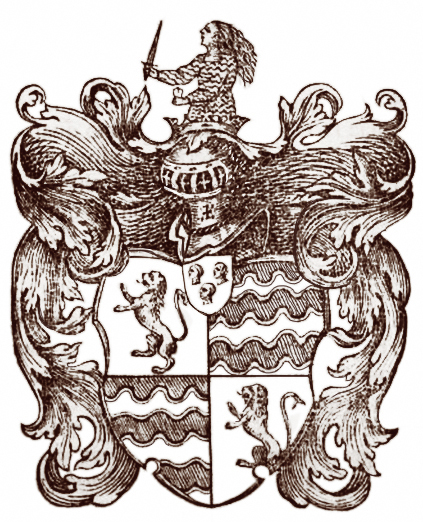
Blasone dei Rossi di San Secondo

Nel periodo del suo marchesato, il più lungo in assoluto del feudo di San Secondo, si ricordano alcune opere architettoniche quali la ricostruzione e l'allargamento fra il 1685 e il 1687 dell'Oratorio della Beata Vergine del Serraglio, il completamento dell'Ospedale della Misericordia, rimasto incompiuto a causa delle vicissitudini dinastiche ed economiche che afflissero i Rossi di San Secondo nel XVII secolo, la costruzione dell'Oratorio di San Luigi e l'ampliamento della Collegiata di San Secondo con l'aggiunta del coro e di due navate, la fondazione del monastero di Santa Chiara.
Durante il suo marchesato si ricorda anche il completo rifacimento del Palazzo Stanga - Rossi di San Secondo, comprato dal padre Scipione in Cremona, durante il rifacimento fu conferita alla struttura quattrocentesca un aspetto barocco che l'edificio, seppur mutilo del portale marmoreo, ancor oggi mantiene.

## Discendenza
Dal matrimonio con Maria Vittoria Rangoni, contratto nel 1688 nacquero tre figli:
- Pietro Maria 1689;
- Ippolito Rossi, 1691,  fu vescovo di Camerino e Fabriano;
- Troilo 1695.[4]

## Ascendenza
|                                                           |                                          |                                          | Genitori                                               |  |  | Nonni |  |  | Bisnonni               |  |  | Trisnonni                                        |  |
|                                                           |                                          |                                          |                                                        |  |  |       |  |  | Pietro Maria de' Rossi |  |  | Troilo II de' Rossi, III marchese di San Secondo |  |
|                                                           |                                          |                                          |                                                        |  |  |       |  |  | Pietro Maria de' Rossi |  |  | Troilo II de' Rossi, III marchese di San Secondo |  |
|                                                           |                                          | Eleonora Rangoni                         |                                                        |  |  |       |  |  | Pietro Maria de' Rossi |  |  |                                                  |  |
| Federico I de' Rossi, V marchese di San Secondo           |                                          |                                          |                                                        |  |  |       |  |  | Pietro Maria de' Rossi |  |  |                                                  |  |
|                                                           |                                          | Isabella Simonetta                       | Scipione Simonetta, conte palatino                     |  |  |       |  |  |                        |  |  |                                                  |  |
|                                                           |                                          | Isabella Simonetta                       | Scipione Simonetta, conte palatino                     |  |  |       |  |  |                        |  |  |                                                  |  |
|                                                           |                                          | Isabella Simonetta                       | Margherita Brivio                                      |  |  |       |  |  |                        |  |  |                                                  |  |
| Scipione I de' Rossi, VIII marchese di San Secondo        |                                          | Isabella Simonetta                       |                                                        |  |  |       |  |  |                        |  |  |                                                  |  |
|                                                           |                                          | Taddeo Pepoli                            | Fabio Pepoli, conte di Castiglione, Baragazza e Sparvo |  |  |       |  |  |                        |  |  |                                                  |  |
|                                                           |                                          | Taddeo Pepoli                            | Fabio Pepoli, conte di Castiglione, Baragazza e Sparvo |  |  |       |  |  |                        |  |  |                                                  |  |
|                                                           |                                          | Taddeo Pepoli                            | Isabella Manfrone                                      |  |  |       |  |  |                        |  |  |                                                  |  |
| Orsina Pepoli                                             |                                          | Taddeo Pepoli                            |                                                        |  |  |       |  |  |                        |  |  |                                                  |  |
|                                                           |                                          | Diamante Campeggi, contessa di Dozza     | Annibale Campeggi, conte di Dozza                      |  |  |       |  |  |                        |  |  |                                                  |  |
|                                                           |                                          | Diamante Campeggi, contessa di Dozza     | Annibale Campeggi, conte di Dozza                      |  |  |       |  |  |                        |  |  |                                                  |  |
|                                                           |                                          | Diamante Campeggi, contessa di Dozza     | Orsina Dalla Volta                                     |  |  |       |  |  |                        |  |  |                                                  |  |
| Federico II de' Rossi, IX marchese di San Secondo         |                                          | Diamante Campeggi, contessa di Dozza     |                                                        |  |  |       |  |  |                        |  |  |                                                  |  |
|                                                           | Taddeo Rangoni, conte di Castelcrescente | Fulvio Rangoni, conte di Castelcrescente |                                                        |  |  |       |  |  |                        |  |  |                                                  |  |
|                                                           | Taddeo Rangoni, conte di Castelcrescente | Fulvio Rangoni, conte di Castelcrescente |                                                        |  |  |       |  |  |                        |  |  |                                                  |  |
|                                                           | Taddeo Rangoni, conte di Castelcrescente | Antonella Bevilacqua                     |                                                        |  |  |       |  |  |                        |  |  |                                                  |  |
| Fortunato Rangoni, conte di Castelcrescente e Borgofranco | Taddeo Rangoni, conte di Castelcrescente |                                          |                                                        |  |  |       |  |  |                        |  |  |                                                  |  |
|                                                           |                                          | Lucrezia di Collalto                     | Annibale I, conte di Collalto                          |  |  |       |  |  |                        |  |  |                                                  |  |
|                                                           |                                          | Lucrezia di Collalto                     | Annibale I, conte di Collalto                          |  |  |       |  |  |                        |  |  |                                                  |  |
|                                                           |                                          | Lucrezia di Collalto                     | Bianca Maria di Collalto                               |  |  |       |  |  |                        |  |  |                                                  |  |
| Maria Rangoni                                             |                                          | Lucrezia di Collalto                     |                                                        |  |  |       |  |  |                        |  |  |                                                  |  |
|                                                           |                                          | Gianfrancesco Gonzaga di Novellara       | Ippolito Gonzaga di Novellara                          |  |  |       |  |  |                        |  |  |                                                  |  |
|                                                           |                                          | Gianfrancesco Gonzaga di Novellara       | Ippolito Gonzaga di Novellara                          |  |  |       |  |  |                        |  |  |                                                  |  |
|                                                           |                                          | Gianfrancesco Gonzaga di Novellara       | Caterina Della Torre                                   |  |  |       |  |  |                        |  |  |                                                  |  |
| Ottavia Gonzaga                                           |                                          | Gianfrancesco Gonzaga di Novellara       |                                                        |  |  |       |  |  |                        |  |  |                                                  |  |
|                                                           |                                          | Luisa Pico della Mirandola               | Luigi Pico della Mirandola                             |  |  |       |  |  |                        |  |  |                                                  |  |
|                                                           |                                          | Luisa Pico della Mirandola               | Luigi Pico della Mirandola                             |  |  |       |  |  |                        |  |  |                                                  |  |
|                                                           |                                          | Luisa Pico della Mirandola               | Eleonora Villa                                         |  |  |       |  |  |                        |  |  |                                                  |  |
|                                                           |                                          | Luisa Pico della Mirandola               |                                                        |  |  |       |  |  |                        |  |  |                                                  |  |